# Charles Arthur Gonse

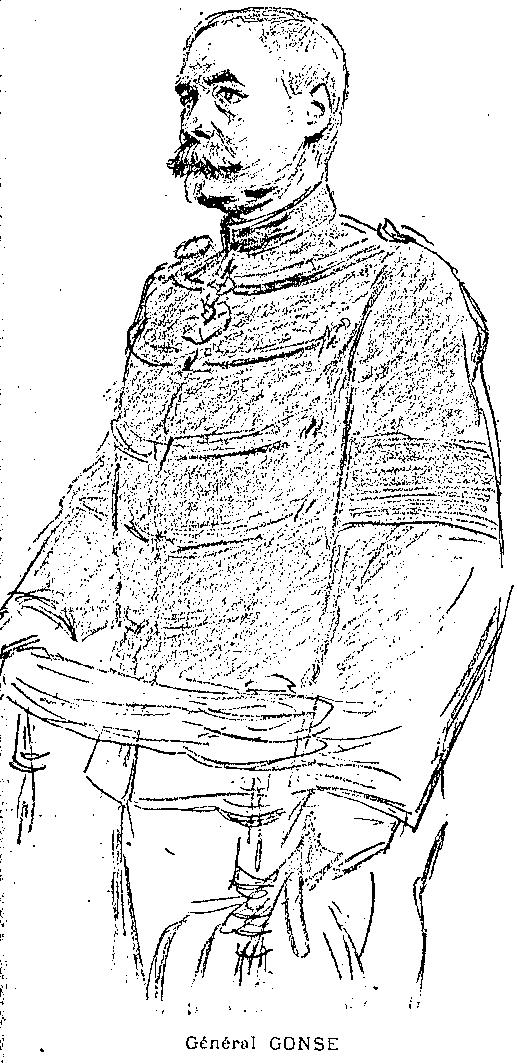
Charles Arthur Gonse sagt vor Gericht aus
12. Februar 1898

Charles Arthur Gonse (* 19. September 1838 in Paris; † 18. Dezember 1917 in Cormeilles-en-Parisis) war ein französischer Général de brigade. Ab 1893 war er Leiter des Deuxième Bureau im französischen Generalstab, zu dem auch der Nachrichtendienst gehörte. In seine Amtszeit fällt daher die Dreyfus-Affäre. In seine Verantwortlichkeit fielen damit auch die Ermittlungen gegen den jüdischen Artillerie-Hauptmann Alfred Dreyfus, der im Generalstab diente. Er war wesentlich an den Täuschungsversuchen beteiligt, die den Justizirrtum gegen Dreyfus decken sollten. Er gilt als typischer Repräsentant von Dreyfus’ Gegnern in der französischen Armee.

## Militärische Laufbahn
1856 trat Gonse in Saint-Cyr ein. Es folgte eine Vorbereitung zur Generalstabsverwendung an der École d'application d'État-major 1861 wurde er zum Sous-lieutenant befördert. Von 1868 diente er in Algerien. Bei Ausbruch des Deutsch-Französischen Kriegs diente er im Generalstab des 13. Armeekorps und befand sich im belagerten Paris.
1880 wechselte er zur Artillerie. 1885 zum Lieutenant-colonel befördert wurde er 1887 Generalstabschef. 1888 zum Colonel befördert stieß er erneut zum Generalstab der Armee und wurde zum Leiter des Vierten Bureaus ernannt. Nebenher war er als Lehrer an der École de guerre tätig.
1893 wurde er stellvertretender Generalstabschef und Général de brigade.

## Rolle in der Dreyfus-Affäre
Gonse war seit 1893 Leiter des Generalstabs und im Deuxième Bureau tätig. 1896 konnte der neue Chef des französischen Nachrichtendienstes, Oberstleutnant Marie-Georges Picquart, abweichend von Alfred Dreyfus den tatsächlichen Landesverräter Ferdinand Walsin-Esterházy identifizieren. Picquart teilte dies erst mündlich und dann schriftlich sowohl dem Generalstabschef Raoul Le Mouton de Boisdeffre als auch Gonse mit. Insbesondere Gonse bestand jedoch darauf, dass Picquart die Fälle Esterhazy und Dreyfus als getrennte Angelegenheiten zu behandeln habe.
Picquart legte seinem Vorgesetzten Gonse nahe, möglichst schnell zu agieren und Esterhazy verhaften zu lassen, um Schaden vom Generalstab abzuwenden. In einer Besprechung mit Gonse am 15. September 1896, über die allerdings nur Aufzeichnungen von Picquart vorliegen, stellte Gonse gegenüber Picquart klar, dass er bereit sei, die Verurteilung eines Unschuldigen hinzunehmen, um den Ruf von Mercier und Saussier zu wahren, die beide wesentlich den Prozess gegen Dreyfus vorangetrieben hatten. Gonse gab Picquart auch zu verstehen, dass sein Schweigen wesentlich sei, um diese Angelegenheit zu vertuschen. Gonse sorgte dafür, dass Picquart seines Amts als Chef des Nachrichtendienstes enthoben, zunächst in die Provinz und dann nach Nordafrika versetzt wurde. Esterhazy wurde in einem Kriegsgerichtsverfahren auf Grund gefälschter Beweise am 11. Januar 1898 freigesprochen.
Als Antwort auf Esterhazys Freispruch veröffentlichte der französische Autor Émile Zola am 13. Januar 1898 den Artikel J’accuse …!, der dieses Fehlurteil anprangerte, worauf er wegen Verleumdung angeklagt wurde. In diesem Prozess brachte General Pellieux erneut ein Dokument ins Spiel, das angeblich eindeutig die Schuld Dreyfus’ belege, und zitierte dann den Wortlaut des Le faux Henry. Als Zolas Anwalt Labori darum bat, dem Gericht das Dokument vorzulegen, griff General Gonse ein, dem anders als Pellieux bewusst war, dass Le faux henry eine der Fälschungen im Geheimdossier war. Er bestätigte die Existenz des Dokuments, behauptete jedoch, es könne nicht öffentlich vorgelegt werden. Das Gericht ließ daraufhin den Generalstabschef Raoul Le Mouton de Boisdeffre als Zeugen auftreten. Boisdeffre bestätigte Pellieux’ Aussagen. Am 23. Februar wurde Zola verurteilt. Zwei Tage später wurde Picquart unehrenhaft aus der Armee entlassen.
Der neue Kriegsminister Godefroy Cavaignac ließ das Beweismaterial allerdings Monate später erneut untersuchen. Dabei kam zu Tage, dass Teile des Geheimdossiers gefälscht waren. Daran war wesentlich Hauptmann Hubert Henry beteiligt. Hubert Henry beging am 31. August 1898 Selbstmord, Boisdeffre trat daraufhin von seinem Amt als Leiter des Generalstabs zurück, Gonse wurde in den Reservedienst versetzt. Gonse war jedoch wesentlich daran beteiligt, den Namen Esterhazys reinzuwaschen. Nach der Rehabilitierung von Alfred Dreyfus kam es 1906 zu einem Duell zwischen Picquart und Gonse.
Der Historiker George Whyte schreibt über Gonse, dieser sei an allen Machenschaften gegen Dreyfus beteiligt gewesen; er sei «ein typischer Repräsentant für Dreyfus’ Gegner in der Armee».

## Auszeichnungen
- Commandeur de la Légion d’honneur[7]

## Nachweise